# Tatort: Der Elefant im Raum
Der Elefant im Raum ist ein Fernsehfilm aus der Krimireihe Tatort. Der 17. gemeinsame Fall des Schweizer Tatort-Teams aus Luzern wurde am 27. Oktober 2019 im SRF 1 und zeitgleich im Ersten erstgesendet. Nach neun Jahren stellt er die letzte Folge der beiden Kommissare dar.

## Handlung
Kommissar Reto Flückiger begleitet seine Freundin Eveline etwas widerwillig zu einer Schifffahrt mit Dinner auf dem Vierwaldstättersee, bei der Luzerns Elite aus Wirtschaft, Politik und Gesellschaft teilnimmt. Flückiger, der auf dem Weg zur Toilette ist, bemerkt einen jungen Mann, der in einer Kajüte unter Deck offensichtlich etwas sucht. Als er ihn anspricht, zieht ihn der Mann gewaltsam in den Raum, flieht und verriegelt die Tür. Kurz darauf kommt es an Bord zu einem Anschlag, bei dem der Kapitän an einer Rauchvergiftung stirbt und eine Panik ausbricht. Nachdem sich Flückiger aus der Kajüte befreien kann, hilft er aktiv dabei, das Chaos zu ordnen. Seine Kollegin Liz Ritschard wird informiert und nimmt die Ermittlungen auf. Da es unmittelbar nach der Antrittsrede des Gastgebers Planker eine massive, verbale Störung durch Kantonswart Bernhard Ineichen gab und dieser kurz darauf das Schiff verlassen hatte, fahndet Flückiger nach ihm. Als er sich in dessen Wohnung umsieht, wird er von einem Reporter von der Straße aus fotografiert. Der Kommissar will ihn daran hindern, doch dieser ergreift sofort die Flucht. In Ineichens Büro fand Flückiger Material, wonach der Lokalpolitiker Planken in Waffengeschäft und Schmiergeldaffären verstrickt sein soll.
Nach Analyse der Social-Media-Aktivitäten Ineichens, wird Liz Ritschard auf Christian Streuli aufmerksam, mit dem der Gesuchte einen regen medialen Kontakt pflegte und der am Abend des Anschlags als Servicekraft auf dem Schiff arbeitete. Flückiger sucht Streuli umgehend auf und sieht sich bei ihm um, kann aber auch hier keine Spur von Ineichen finden. Liz Ritschard hält es für möglich, dass der unliebsame Querulant gar nicht von Bord gegangen ist, sondern bei dem Tumult auf dem Schiff ins Wasser gestoßen wurde. Tatsächlich wird Ineichens Leiche an einem Wehr gefunden. Aufgrund der Prellungen steht fest, dass er gewaltsam über die Reling gestoßen wurde. Flückiger und Ritchards recherchieren deshalb intensiv über Planker und dessen Geschäfte, da er für sie das stärkste Motiv hat Ineichen aus dem Weg zu räumen. Eine weitere Spur führt dabei auch zur Exfrau des Opfers, die Journalistin bei der Luzerner Zeitung ist und zu Ineichens Ärger zu positiv über Planker berichtet hatte, da sie mit dessen Sohn eine Beziehung hat.
Mitten in einer Pressekonferenz der Polizei meldet sich plötzlich auf allen Handys der Anwesenden online der Attentäter. Mit einer Schweinemaske verkleidet und verzerrter Stimme stellt er klar, dass der Anschlag ein Weckruf gewesen wäre, aber leider niemand aufgewacht sei. Der Mann prangert die Gier der Menschen an und droht mit weiteren Tötungen derjenigen, die sich mehr nehmen würden, als ihnen zustehe. Schon seit Beginn der Ermittlung stört der zwielichtiger Frédéric Roux, Chef des aggressive Newsportal „Veritas News“, Flückigers Arbeit. Mit provokanten Bemerkungen und Filmbeiträgen macht er sich schon seit einiger Zeit bei der Polizei unbeliebt. Als feststeht, dass er Hintergrundinformation zur Identität der Attentäters besitzt, diese aber nicht preisgibt, verliert Flückiger die Beherrschung und wird gegen Roux gewalttätig. In der Folge wird er von seinem Chef Mattmann zwar verwarnt, ist sich aber sicher von Roux trotzdem die gewünschten Informationen zu erhalten. Heimlich installiert Flückigers Kollegin Haas eine illegale Software in Roux’ Redaktion und kann nun extern den gesamten Server der „Veritas News“ einsehen. So werden die Ermittler auf E-Mails von einem „Nero“ aufmerksam, was Liz Ritschard noch einmal veranlasst die Backgroundchecks der Schiffsbesatzung hinzuzuziehen. Hiernach besitzt Christian Streuli einen schwarzen Schäferhund namens „Nero“, zudem liegt der Verdächtige seit Jahren mit den Behörden im Streit. Das führte so weit, dass er vor drei Jahren sein Restaurant schließen und sein Haus verkaufen musste. Ritschard glaubt aber nicht, dass er nur nach „kalter Rache“ sinnt, sondern sich als Opfer des Systems fühlt und so zum radikalen Attentäter wurde.
Als Flückiger Streuli aufsucht, um mit ihm zu reden, findet er einen ziemlich verzweifelten Menschen vor, dem sein Lebenswerk aus dem Ruder gelaufen ist und der nun auch noch zum Mörder wurde. Streuli gibt zu, mit Ineichen an Bord des Schiffes gestritten zu haben, weil dieser ihn daran hindern wollte, mit Gewalt gegen Planker vorzugehen. Dabei wäre Ineichen über Bord gefallen. In seiner ausweglosen Lage setzt Streuli zum finalen Schlag an. Flückiger kann ihn vorerst nicht daran hindern, da er von ihm gefesselt in seinem Haus festgehalten wird. Mit mehreren Benzinkanistern im Auto fährt Streuli auf Planker zu, der gerade von Ineichens Beerdigung kommt. Während er noch auf den richtigen Zeitpunkt wartet, wird Flückiger von seinen Kollegen gefunden und befreit. So gelingt es dem Kommissar, Streulis Auto mit dem Polizeiwagen zu rammen und so einen weiteren Mord zu verhindern. Allerdings stirbt Streuli durch die Explosion seines Wagens und auch Flückiger wird leicht verletzt.
Flückiger muss sich für die illegale Aktion gegen „Veritas News“ und die körperliche Attacke gegen Roux verantworten. Da er schon eine Weile das Gefühl hat, nicht vorwärts zu kommen, wenn er sich immer nur an die Regeln hält, quittiert er freiwillig den Dienst. Ritschards möchte ihn noch umstimmen, doch Flückiger meint, man müsse ein Zeichen setzen. Eins das alle sehen.

## Hintergrund
Der Film wurde vom 9. November 2018 bis zum 7. Dezember 2018 an 23 Drehtagen in Luzern gedreht. Die Dreharbeiten fanden u. a. am Nordwestarm des Vierwaldstättersees an der Kapellbrücke statt.
Der Titel spielt auf die Redewendung Der Elefant im Raum an. Diese Metapher (elephant in the room) gewinnt in den letzten Jahren immer mehr an Popularität und bezeichnet ein offensichtliches Problem, das zwar im Raum steht, aber dennoch von den Anwesenden nicht angesprochen wird oder gesehen werden will.

## Rezeption

### Einschaltquote
Die Erstausstrahlung von Der Elefant im Raum am 27. Oktober 2019 wurde in Deutschland von 7,39 Millionen Zuschauern gesehen und erreichte einen Marktanteil von 21,1 Prozent.

### Kritiken
Christiane Oelrich, Korrespondentin der dpa, kommt zu der Einschätzung, dass Kommissar Flückinger, der mit „vielen seiner derben Flüche“ daherkomme, in der Folge „ganz entfesselt“ wirke, „als lasse die Filmfigur Flückinger raus, was der Schauspieler Gubser empfand, als er vom Ende seiner ‚Tatort‘-Zeit erfuhr“. In einem Interview äußerte sich Stefan Gubser dazu, „das Aus war wie ein Tritt in den Hintern“, wenngleich er einräumte „den Figuren habe Fleisch gefehlt“, denn „die Regisseure hätten sich zu sehr auf die Fälle konzentriert und die Figuren vernachlässigt“. Die Folge sei „spannend, wenn auch das Sujet ‚schmieriger Bonze gegen arme Aufrichtige‘ ein bisschen ausgelutscht“ sei. Oelrich kommt zu dem Schluss, „an Gubser kann es nicht gelegen haben, dass der Luzerner »Tatort« beim deutschen Publikum meist floppte“. Seinen Nachfolgerinnen wünschte Gubser, „dass der neue »Tatort« aus Zürich ein voller Erfolg wird“.
Die Redaktion der Prisma resümierte, in der Folge werde ein „bildstarker Abschied aus Luzern“ geboten, „sattsehen könnte man sich an den wunderschönen Luftaufnahmen des Vierwaldstättersees“. Von der Folge „bleiben die Bilder“ in Erinnerung, „Luzern, die Kapellbrücke und der Vierwaldstättersee“, denn „viel zu bieten haben“ Flückinger und Ritschard „in ihrer Abschiedsfolge leider […] nicht“, was „schade“ sei, „denn so werden wir sie nicht vermissen“. Sie vergab zwei von drei möglichen Sternen.
Lena Karber von den Westfälischen Nachrichten urteilte, die Folge sei ein „guter letzter Auftritt“ der Kommissare Flückinger und Ritschard, „leider ihr letzter – und eines Finales durchaus würdig“. Mit der Folge gelang es einen „interessanten, wenn auch stellenweise überzogenen Kriminalfilm“ zu entwickeln. „Nur am Rande ging es um soziale Ungleichheit und Korruption, stärker jedoch um Pressefreiheit und Fake-News“, wobei „am Beispiel eines fiktiven Newsportals“ dargestellt wurde, „welch üble Dynamik der Austausch im Internet entfachen kann“. Da das System die Betreiber des Newsportals „besser schützte als die Polizei“, führte dies dazu, dass „Flückinger selbst zu unlauteren Methoden griff“, was nach Vorgaben des Drehbuchs „unreflektiert stehen“ blieb. Karber fasste dies mit den Worten zusammen: „Konsequenzen ja, Einsicht nein. Dieses Ende war letztlich sehr passend.“
Bei Spiegel Online wertete Christian Buß: „Alle Journalisten lügen, alle Politiker sind korrupt: Der letzte ‚Tatort‘ aus Luzern befeuert die Verschwörungstheorien, die er zu entlarven vorgibt. Dieses fatale Finale hat Flückiger nicht verdient. […] ‚Der Elefant im Raum‘ […] sollte wohl ein besonders düsterer Abschied werden; es ist leider ein besonders dummdreister geworden.“
Volker Bergmeister sah das auf Tittelbach.tv ähnlich und schrieb: „Die Schweizer Krimis waren nicht unumstritten, behäbig, hölzern, schlecht synchronisiert – das waren die Hauptkritikpunkte. Das gilt leider auch teilweise für den letzten Fall. […] Die plakative Story um Waffengeschäfte und sensationshungrige Medien sowie die Erklär- und Belehr-Dialoge führen dazu, dass der Abschied trotz des Duos Gubser/Mayer nicht sonderlich schwer fällt.“
Noch krasser urteilte filmstarts.de: „Tom Gerbers ‚Tatort: Der Elefant im Raum‘ ist ein zum Fremdschämen schlechter Krimi, der den Abschied der selten überzeugenden Luzerner Ermittler fast wie eine Erlösung erscheinen lässt.“